# Gabriele Capello
Gabriele Capello detto Moncalvo (Moncalvo, 14 marzo 1806 – Torino, 20 agosto 1877) è stato un ebanista italiano.

## Biografia

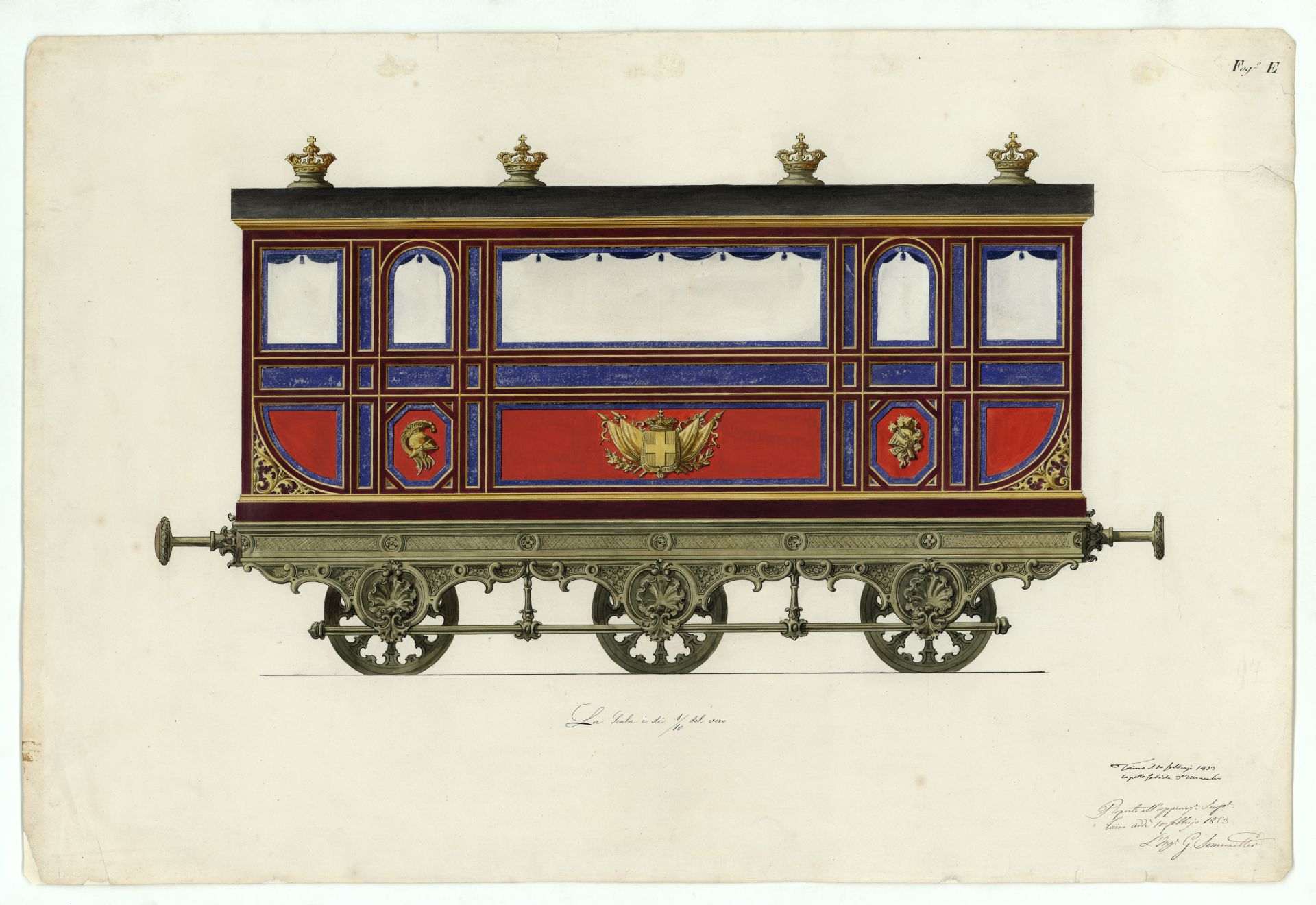
Disegno di Gabriele Capello detto Moncalvo del prospetto laterale della carrozza reale con stemma, Torino 10 febbraio 1853

Dopo un periodo di apprendistato a Moncalvo, suo paese natale, in provincia di Asti, Capello si trasferisce a Torino, dove nel 1827 fonda una bottega artigianale con il falegname Felice Facta. Si farà subito notare per la sua maestria nell'arte dell'ebanisteria. La regina Maria Teresa d'Asburgo-Lorena moglie di re Carlo Alberto, sarà una sua cliente. A quel punto gli si apriranno le porte della corte e delle residenze sabaude, dove interverrà profondamente, in particolar modo al Palazzo Reale di Torino ed al Castello di Racconigi. 

Tra il 1833 e il 1864 si occupa di costruire mobili e altri elementi di arredamento per conto dei Re di Sardegna, operando nelle principali dimore sabaude del Piemonte e della Liguria. 
Nel 1848  è uno dei principali ispiratori ed artefici delle Scuole Operaie San Carlo di Torino.
Nel 1849 diventa consigliere comunale e promuove l’istituzione di corsi serali municipali per operai

Nel 1850 Vittorio Emanuele II lo insignisce delle titolo di Cavaliere dell'Ordine Mauriziano, ordine che nel 1870 lo insignerà del titolo di ufficiale.

Progetta e realizza 5 convogli del Real Treno da Torino a Genova.
Nell'ambito dell'Esposizione Universale di Londra, nel 1851 viene premiato con la medaglia d'oro per la categoria delle arti applicate all'industria.
Cessa la sua attività nel 1864, lasciando la sua attività a Giuseppe Bongioannini. Continua però a ricevere onori e premi e ricopre più volte il ruolo di giurato nelle esposizioni internazionali come nel 1867 a Parigi.

## Le opere
Nei trentun anni della sua attività Capello svolge numerosi incarichi presso la corte di Torino. Le sue opere, sparse nelle diverse residenze sabaude, sono ancora oggi visibili nei seguenti musei:
- Castello di Racconigi: mobili del Gabinetto Etrusco (1834). Infissi ed arredi in stile neogotico nel Reposoir della Regina della Margaria (1839). Appartamenti di Vittorio Emanuele Duca di Savoia e Maria Adelaide (1841).
- Palazzo Reale di Torino: mobili nel Medagliere, nell'Armeria Reale, nella Sala da Ballo, nelle Sale di Udienza e del Consiglio, nella Sala del Trono, nella Camera da Letto di Maria Adelaide d'Asburgo-Lorena moglie di Vittorio Emanuele II e nella Biblioteca Reale (1834-1849). Parquet in legno con pregevoli lavori di intarsio e accostamento di essenze diverse nella Sala del Trono, Sala da Ballo, etc., ampliamento del parquet esistente "in stile" nella Sala da Pranzo, Realizza il trono di Carlo Alberto (1838)[5].
- Museo Civico d'Arte Antica di Torino: salotto della Sala di Ricevimento del Castello di Pollenzo (1838).
- Palazzo Reale di Genova: sala del Trono (1848).
- Castello di Moncalieri: appartamenti di Vittorio Emanuele II della principessa Maria Clotilde (1852).
- Palazzo Corbetta Bellini di Lessolo, ora sede dell'Accademia di agricoltura di Torino: pavimentazione della sala delle Adunanze realizzata dalla ditta Moncalvo, quando già in mano a Giuseppe Bongioannini ebanista e successore di Capello (1879-1885).

## Le scuole operaie San Carlo
Attento ai problemi dell’istruzione popolare, fa impartire lezioni ai suoi dipendenti, lezioni che presto vengono seguite anche da dipendenti di alte falegnamerie. Nel 1848, è uno dei principali fondatori della "Società di Mutuo Insegnamento", che nel 1850 si trasferì in alcuni locali del convento annesso all Chiesa di San Carlo e che nel 1856 presero il nome di "Scuole Tecniche di San Carlo", istituzione che ancora esiste ai giorni nostri ed ha sede principale nel quartiere Barriera di Milano.  Ancora oggi è a lui dedicata una sede dell'Istituto.